# ТК-20
ТК-20 «Северста́ль» — советский и российский тяжёлый атомный ракетный подводный крейсер стратегического назначения проекта 941 «Акула», шестой корабль в серии и последний из достроенных.

## История строительства
Стратегический крейсер ТК-20 был зачислен в списки кораблей ВМФ 12 января 1985 года, был заложен в цехе № 55 на «Севмаше» 27 августа того же года под заводским номером 727. Спуск на воду состоялся 11 апреля 1989 года, 19 декабря того же года, после подписания приёмного акта, ТК-20 вошёл в строй ВМФ СССР. 28 февраля 1990 года корабль был включён в состав Северного флота и зачислен в 18-ю дивизию 1-й флотилии подводных лодок с базированием на губу Нерпичья.

## История службы
ТК-20 совершил 8 боевых служб, произвёл 3 ракетные стрельбы. Экипаж ТК-20 произвёл на разных кораблях дивизии более 50 учебных пусков БР.
- ноябрь 1990 — февраль 1991 года — боевая служба под командованием капитана 1-го ранга А. С. Тисецкого.
- 1991 год — боевая служба с экипажем ТК-208 под командованием капитана 1-го ранга И. В. Абрамова.
- октябрь 1991 — январь 1992 — боевая служба под командованием А. С. Тисецкого.
- 1992 год — боевая служба с экипажем ТК-208 под командованием капитана 1-го ранга И. В. Федоренко.
- апрель-май 1993 — боевая служба под командованием А. С. Тисецкого.
- 25 августа 1995 года под командованием капитана 1-го ранга А. С. Богачёва произвёл учебный пуск баллистической ракеты с разделяющимися головными частями из района Северного полюса по полигону в Архангельской области. За эту стрельбу находящийся в качестве старшего на борту контр-адмирал В. М. Макеев был удостоен звания Героя России, часть экипажа получила государственные награды.
- осень 1996 года — боевая служба с экипажем ТК-208 под командованием капитана 2-го ранга Ю. М. Якимова. При возвращении со службы из-за ошибок рулевых находившийся подо льдом корабль провалился на большую глубину, после чего произвёл экстренное всплытие, получив повреждения лёгкого корпуса при ударе об лёд.
- В декабре 1997 года под командованием А. С. Богачёва произвёл ракетную стрельбу полным боекомплектом[1]. В том же году ранее экипаж ТК-20 под командованием А. С. Богачёва произвёл ракетную стрельбу полным боекомплектом на однотипном ТК-13. Эти стрельбы являлись способом утилизации баллистических ракет, отслуживших свой срок, методом подрыва в воздухе.
- 24 июля 1999 участвовал в параде в честь дня ВМФ в Североморске.
- октябрь 2001 — ТК-20 под командованием А. С. Богачёва совершил выход в полигон в Белом море с пуском двух баллистических ракет в рамках программы длительного хранения БРПЛ. На борту находилась киносъёмочная группа, запечатлевшая этот поход в документальном фильме «Русская „Акула“».
- январь 2002 — по итогам 2001 года корабль признан лучшим подводным кораблём Северного флота.[2]
- 29 апреля 2004 года в связи с отсутствием боезапаса ТК-20 выведен в резерв.
- До середины 2010-х годов вместе с ТК-17 «Архангельск» находился в резерве в ожидании принятия решения о ремонте и переоборудовании под новые ракеты или о списании и утилизации.
- По состоянию на 11 ноября 2016 года вопрос об утилизации ещё не был решен[3].
- В январе 2018 года появились сообщения, что «Росатом» планирует утилизировать подводные лодки проекта 941 «Архангельск» и «Северсталь» после 2020 года[4].
- В июне 2019 года вице-адмирал Олег Бурцев сообщил прессе, что утилизация отменена. Вместо этого ПЛ «Северсталь» отремонтируют, переоборудуют и дооснастят 200-ми крылатыми ракетами[5].

31 мая 2000 года был подписан договор об установлении шефства Череповецкого металлургического комбината, входящего в ОАО «Северсталь», над ТК-20. 20 июня того же года корабль получил имя «Северсталь».
С июня 2001 года по декабрь 2002 года прошёл поддерживающий ремонт на «Севмаше».
В 2005 году из-за отсутствия боекомплекта вместе с ТК-17 выведен в резерв. В последнее время ТРПКСН базировался в Западной Лице. С 2005 года стоит у пирса в Северодвинске.
В июне 2019 года вице-адмирал Олег Бурцев сообщил прессе, что утилизация отменена. Вместо этого ПЛ «Северсталь» отремонтируют, переоборудуют и дооснастят 200 крылатыми ракетами.